# Morecambe Bay
Die Morecambe Bay ist ein Watt in der Bucht von Morecambe im Nordwesten Englands. Das Watt ist mit 305 Quadratkilometern das größte zusammenhängende Wattgebiet in Großbritannien und eines der größten und wichtigsten europäischen Refugien für Küstenvögel. Während der Zeiten des Vogelzuges rasten hier tausende von Vögeln. Eine große Zahl überwintert jedoch auch im Gebiet der Morecambe Bay oder nutzt dieses nahrungsreiche Gebiet als Brutareal.
Das Watt ist Mündungsgebiet von fünf größeren Flüssen. Diese bilden eine trichterförmige Gezeitenzone. Auf der Nord- und der Ostseite befinden sich jeweils Salzwiesen. Besonders ausgedehnt ist das Watt bei extremen Niedrigwasser, das vor allem im Frühjahr auftritt. In dieser Zeit kann der Wattstreifen eine Breite von 12 Kilometer aufweisen.
Die Morecambe Bay weist große Bestände an Brandgänsen und Spießenten sowie Knutts, Schnepfenvögeln wie den Großen Brachvögeln und Alpenstrandläufern, Austernfischern und Rotschenkeln auf. Der überwinternde Bestand an Knutts wird auf 65.000 bis 70.000 Individuen geschätzt. Das entspricht 15 Prozent der in Europa und Afrika überwinternden Population.
Die Bucht ist ein Site of Special Scientific Interest. Neben der Bedeutung der Bucht als Überwinterungsgebiet vieler Vögel sind vor allem die Salzwiesen von großer Wichtigkeit, da sie eine vielfältige Vegetation von seltenen und ungewöhnlichen Pflanzen aufweisen und Heimat für zahlreiche seltene wirbellose Tiere sind.
Die Bucht ist für ihre schnell anflutenden Gezeiten bekannt. In der Nacht zum 5. Februar 2004 kam es dort zu einem schweren Unglück, als eine Gruppe illegaler chinesischer Einwanderer, die dort Muscheln sammelten, von der herankommenden Flut überrascht wurden. 23 Sammler ertranken im eiskalten Wasser und nur eine Person konnte durch herbeigerufene Seerettungskräfte lebend aus dem Wasser geborgen werden, 14 weitere schafften es ohne Hilfe bis ans Land. Die Rettungsmaßnahmen wurden auch dadurch verzögert, weil sich die Chinesen gegenüber der per Handy angerufenen Polizei mangels Englisch-Kenntnissen nicht gut verständlich machen konnten.